# Cheek to Cheek Live!
Cheek to Cheek Live! è un album video dei cantautori statunitensi Tony Bennett e Lady Gaga, pubblicato il 27 gennaio 2015 dalla Universal Music Group.

## Descrizione
Contiene il concerto originariamente trasmesso in diretta dal canale PBS il 24 ottobre 2014 in occasione del lancio dell'album di Bennett e Gaga, Cheek to Cheek.
Lo speciale ha ricevuto una candidatura agli Emmy Awards 2015 nella categoria miglior speciale di varietà, musica o commedia.

## Tracce
1. Anything Goes – 2:26
2. Cheek to Cheek – 3:27
3. They All Laughed – 2:00
4. Tony Bennett – Lady's in Love with You – 1:52
5. Nature Boy – 4:17
6. Goody Goody – 2:23
7. Tony Bennett – How Do You Keep the Music Playing? – 4:51
8. Lady Gaga – Bang Bang (My Baby Shot Me Down) – 4:43
9. Lady Gaga – Bewitched, Bothered and Bewildered – 3:56
10. Firefly – 2:05
11. I Won't Dance – 4:21
12. Tony Bennett – Don't Wait Too Long – 3:14
13. I Can't Give You Anything but Love – 3:41
14. Lady Gaga – Lush Life – 5:06
15. Tony Bennett – Sophisticated Lady – 2:56
16. Let's Face the Music and Dance – 2:07
17. Lady Gaga – Ev'ry Time We Say Goodbye – 3:57
18. But Beautiful – 4:23
19. It Don't Mean a Thing (If It Ain't Got That Swing) – 2:43

## Classifiche
| Classifica (2015) | Posizione massima |
| ----------------- | ----------------- |
| Australia         | 4                 |
| Italia            | 3                 |
| Nuova Zelanda     | 3                 |
| Regno Unito       | 10                |
| Stati Uniti       | 1                 |